# نصف‌النهار ۹۰ درجه غربی
نصف‌النهار ۹۰ درجه غربی ۹۰ مین نصف‌النهار غربی از گرینویچ است که از لحاظ زمانی ۶ساعت و ۰دقیقه با گرینویچ اختلاف زمانی دارد.
این نصف‌النهار از قطب شمال شروع و از مناطق زیر گذشته و به قطب جنوب ختم می‌شود.
- کانادا
- ایالات متحده آمریکا
- اقیانوس آرام